# Acritosoma ovatum
Acritosoma ovatum är en skalbaggsart som beskrevs av James Pakaluk och Stanislaw Adam Ślipiński 1995. Acritosoma ovatum ingår i släktet Acritosoma och familjen svampbaggar. Inga underarter finns listade i Catalogue of Life.